# Il ranch delle ombre
Il ranch delle ombre (The Secret of Shadow Ranch) è un romanzo giallo per ragazzi di della scrittrice Mildred Wirt Benson, pubblicato nel 1931 con la firma Carolyn Keene (comprendente un collettivo di scrittori). È il quinto libro con protagonista Nancy Drew.
Dal libro è derivato il videogioco Nancy Drew: The Secret of Shadow Ranch.

## Trama
In un ranch tra praterie e deserti, Nancy Drew si dedica alla ricerca di un tesoro che secondo una leggenda sarebbe stato nascosto da un romantico fuorilegge. Ma qualcuno le fa concorrenza in modo non molto corretto seminando di agguati, trappole e sabotaggi la strada del tesoro.
Il notturno fantasma di un cavallo, la scritta su un orologio antico, una vecchia bottiglia verde e un uomo innocente rapito sono i tanti pezzi di uno strano rompicapo che Nancy saprà ricostruire.

## Edizioni in italiano
- Mildred Augustine Wirt (Carolyn Keene), Il ranch delle ombre, traduzione di Adriana Dell'Orto; illustrazioni di Marco Rostagno, collana Il giallo dei ragazzi n. 8, Milano: Mondadori, 1970